# Aurícula derecha
La aurícula derecha es una de las cuatro cavidades del corazón, localizada en la parte superior y derecha de este. Para su estudio se divide en dos: la «orejuela» o «auriculilla» y la «aurícula» propiamente dicha. Esta clasificación proviene de su origen embriológico. En la aurícula derecha desembocan la vena cava superior, la vena cava inferior y el seno coronario. En el espesor de su pared se localiza el nódulo sinoauricular que funciona como marcapasos cardíaco.

## Anatomía
Se distinguen seis caras en la aurícula derecha:
- Externa : formada por músculos papilares de segundo y tercer orden, los músculos pectíneos.

- Interna: es el tabique interauricular (septo interatrial), en el que destaca la fosa oval, la cual está rodeada por el limbo de la fosa oval o anillo de Vieussens; en el interior de esta fosa está la válvula de la fosa oval, que se corresponde con el septum primun.

- Superior: en ella desemboca la vena cava superior.

- Inferior: en ella desemboca la vena cava inferior a través de la válvula de Eustaquio y el seno coronario a través de la válvula de Tebesio.

- Anterior: se encuentra ocupada por la válvula tricúspide.

- Posterior: contiene un relieve muscular, la crista terminalis o cresta marginal, en la que se localiza el nódulo sinoauricular o de Keith-Flack, también se describe a igual distancia de las dos venas cavas una eminencia que recibe el nombre de tubérculo de Lower presente solo en pocas ocasiones.

- Triángulo de Koch: contiene al nódulo auriculoventricular y está delimitado por el tendón de Todaro, la valva septal de la válvula tricúspide y la válvula de Tebesio.

## Fisiología
La aurícula derecha aloja en el espesor de su pared libre al nodo sinoauricular, que funciona como el marcapasos cardíaco primario del corazón. La función normal de este nodo determina el ritmo sinusal normal.

Fisiológicamente la aurícula derecha toma gran importancia por ser el punto de referencia de la presión venosa central, que indica el estado del sistema circulatorio. Las aurículas se consideran válvulas cebadoras proporcionando el 25 % de la sangre expelida del corazón. La presión venosa central es un regulador clave de la función cardíaca.

## Nomenclatura
Aunque tradicionalmente se conoce como «aurícula», la terminología anatómica da preferencia al término «atrio» por existir un falso amigo en «auricula», que no se traduce como «aurícula», sino como «orejuela». No obstante, y aunque la terminología anatómica es fruto de un consenso internacional, existen reticencias respecto a la aceptación de este término en algunos sectores de la comunidad médica.

## Imágenes adicionales

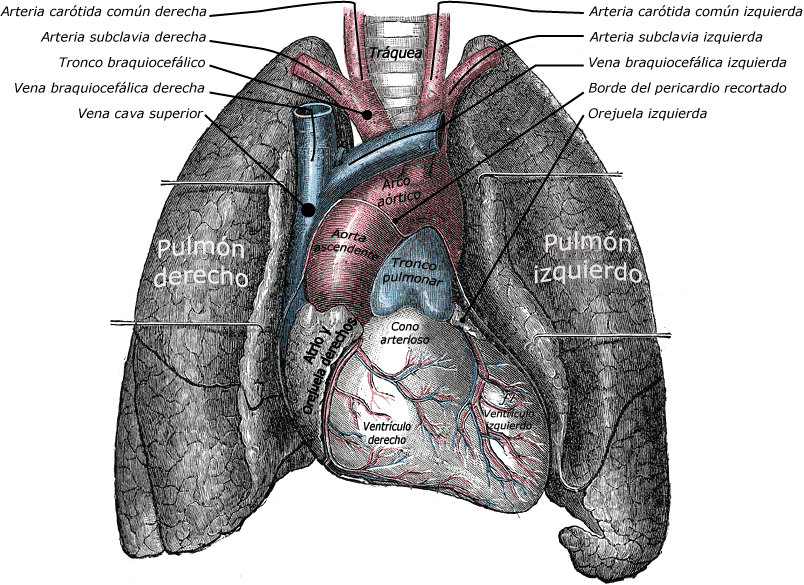
Vista frontal del corazón, pulmones y grandes vasos.